# Tamaz Chiladze
Tamaz Chiladze (en georgiano თამაზ ჭილაძე; Signagi, 5 de marzo de 1931 - Tiflis, 28 de septiembre de 2018) fue un novelista, dramaturgo y poeta georgiano. Era el hermano mayor del también escritor Otar Chiladze.

## Biografía
Tamaz Chiladze se graduó en 1954 de la Universidad Estatal de Tiflis después de haber estudiado filología. Poco después de graduarse comenzó a trabajar para la popular revista Tsiskari y más tarde se convirtió en el editor jefe de la revista Sabchota Khelovneba (1973-1981). A partir de 1991 participó en cursos de dramaturgia en el Instituto de Teatro y Cine de Georgia. En el período 1997-2008 fue editor jefe de la revista Mnatobi.

## Obra
Tamaz Chiladze es autor de numerosas obras de teatro, poesías y colecciones en prosa. Sus obras se han escenificado con éxito en teatros de Georgia y del exterior. El director de teatro Robert Sturua ha dirigido diversas representaciones basadas en obras de Chiladze en el Teatro Nacional Rustaveli de Tiflis, tales como Un papel para un debutante,  El día de visita, Un pájaro ha muerto en el bosque y La temporada de caza. En 1996, la corporación de radiodifusión de Alemania Occidental le otorgó el primer premio por la obra El cuarteto del paraíso.
Entre sus novelas más aclamadas figuran Mediodía (1963), Una piscina (1972), Un jardín de cactus (1994) y La luna de Brueghel (ბრეიგელის მთვარე, 2007), habiéndose publicado esta última en Estados Unidos en 2015. La obra trata sobre la soledad del individuo en un mundo moderno repleto de avances tecnológicos. El personaje principal un psicoterapeuta de éxito, cuya esposa, al comienzo de la narración, le deja buscando una vida mejor.
Combina los géneros del postmodernismo, el realismo mágico y la ciencia ficción, y habla de las relaciones, la locura y la fragilidad mental, pero sobre todo, del aislamiento.
Los libros de Tamaz Chiladze se han traducido a numeroso idionas, entre ellos al francés, inglés, ucraniano, español, italiano, checo, eslovaco, serbio, húngaro, búlgaro, polaco, turco, armenio, estonio, letón y lituano.